# 실락원 (1998년 영화)
"실락원"은 1998년에 개봉한 대한민국의 영화이다.

## 캐스팅
- 이영하 : 한지우 역
- 심혜진 : 정은교 역
- 양미경 : 지우의 아내 역
- 안석환 : 은교의 남편 역
- 우상전 : 경식 역
- 공호석
- 김연주
- 이인철
- 김종철
- 박봉서
- 이금주
- 김현아
- 김일우
- 이석구
- 김이경
- 태현실 : 은교의 친정어머니 역 (특별출연)
- 신충식 (특별출연)
- 김기현 (특별출연)